# Masaaki Kato
Masaaki Kato, född 22 december 1958 i Aichi prefektur, Japan, är en japansk tidigare fotbollsspelare.